# Reichsschule Heythuysen
Reichsschule Heythuysen was een in 1942 in het Nederlands-Limburgse dorp Heythuysen onder invloed van de SS opgericht opleidingsinstituut (gymnasium) en internaat (Nationalpolitische Erziehungsanstalten (napola) für Mädchen) dat tot doel had Nederlandse meisjes op te leiden als levenspartner voor SS'ers, die de opleiding hadden volbracht aan een napola voor leidende posities binnen het Groot-Germaanse Rijk.

## Geschiedenis

### Oprichting

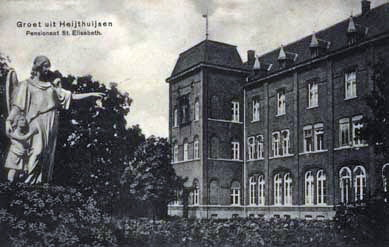
Pensionaat Sint Elisabeth, ca. 1915

Op 9 juli 1942, tijdens de Tweede Wereldoorlog, werd het pensionaat "St. Elisabeth", onderdeel van het Sint-Elisabethklooster in Heythuysen, door de Duitse bezetter in beslag genomen met het oog op de vestiging van een Reichsschule für Mädel, een eliteschool voor de opleiding van meisjes op nationaalsocialistische basis.
Aan het hoofd van de school was Jkvr. Julia op ten Noort geplaatst, door haar zeer goede persoonlijke relatie met Heinrich Himmler. Zij had na haar ontslag uit een vorige betrekking bij de Nationaal-Socialistische Vrouwenorganisatie (NVSO), onder bescherming van Himmler, van het ministerie van Onderwijs, departement van opvoeding, wetenschap en cultuurbescherming de opdracht gekregen om een nationaalsocialistische
meisjesschool te organiseren. Hoewel het door het sterk op de NSB gerichte departement niet de bedoeling was, liep dit door de invloed van Himmler op Op ten Noort uit op de leiding van de zeer Groot-Germaans georiënteerde Reichsschul für Mädel te Heythuysen.
Zij opende als directrice de Reichsschule für Mädel in Heythuysen (bij Roermond) dit gebouw op dezelfde datum waarop de opening plaatsvond van de Reichsschule Valkenburg voor jongens, op 1 september 1942.

### Schoolleiding
Het leiderschap van freule Op ten Noort was geen succes. Nadat zij als Ehrebraut met een “speciale opdracht” van Himmler naar Berlijn was vertrokken, werd zij in september 1944 opgevolgd door de Oostenrijkse Fraülein Hiesz, onder wie het regime strenger werd.

### Selectie
Voor deze eliteschool waren 650 meisjes aangemeld, maar na een rassenkeuring bleven er slechts 45 leerlingen over. Later werden het er meer dan 100. De keuring werd verricht door onder meer freule Op ten Noort, Himmler en Hanns Albin Rauter.

### Opleiding
Er waren drie klassen; een klas werd “Zug” genoemd. De leerlingen ondervonden indoctrinatie met de nazi-ideologie door de strenge, militaristische opvoeding, wat onder meer inhield het aanleren van strijdliederen en liederen, waarin de heldendood en het moederschap werden verheerlijkt. Verder stonden lichamelijke opvoeding, handvaardigheid, zang, dans, het schrijven en houden van toneelstukken en politieke toespraken op het programma. De leerlingen van de hoogste klassen kregen beurtelings de leiding over de leerlingen uit de lagere klassen. Beoordelingen vonden niet alleen plaats op grond van prestaties in de schoolvakken, maar ook op sportprestaties, politieke kennis, leiderschap, kameraadschap enz.
Tijdens een luchtalarm bij een van de raids van de geallieerden, stortte in mei 1944 een aangeschoten Engels vliegtuig naast het schoolgebouw neer waardoor het zware schade opliep en de leerlingen met moeite uit de schuilkelder konden worden bevrijd. Er vielen geen gewonden en de leerlingen werden tijdelijk naar huis gestuurd.

### Reichenau
Nadat door de schoolleiding uit veiligheidsoverwegingen in Duitsland in Reichenau een evacuatieoord was gevonden werden de leerlingen opgeroepen zich daarheen te begeven voor de verdere opleiding. De school sloot en de leerlingen werden naar huis gestuurd, toen Franse troepen de stad in april 1945 binnenvielen.